# Грін-Айл (Міннесота)
Грін-Айл (англ. Green Isle) — місто (англ. city) в США, в окрузі Сіблі штату Міннесота. Населення — 591 особа (2020).

## Географія
Грін-Айл розташований за координатами 44°40′58″ пн. ш. 94°0′15″ зх. д. / 44.68278° пн. ш. 94.00417° зх. д. (44.682720, -94.004043).  За даними Бюро перепису населення США в 2010 році місто мало площу 2,54 км², з яких 2,54 км² — суходіл та 0,00 км² — водойми.

## Демографія
Згідно з переписом 2010 року, у місті мешкало 559 осіб у 218 домогосподарствах у складі 154 родин. Густота населення становила 220 осіб/км².  Було 240 помешкань (95/км²).
Расовий склад населення:
| - 98,2 % — білих - 0,4 % — чорних або афроамериканців - 0,2 % — корінних американців |

До двох чи більше рас належало 0,4 %. Частка іспаномовних становила 3,0 % від усіх жителів.
За віковим діапазоном населення розподілялося таким чином: 30,2 % — особи молодші 18 років, 57,8 % — особи у віці 18—64 років, 12,0 % — особи у віці 65 років та старші. Медіана віку мешканця становила 32,1 року. На 100 осіб жіночої статі у місті припадало 95,5 чоловіків;  на 100 жінок у віці від 18 років та старших — 102,1 чоловіків також старших 18 років.
Середній дохід на одне домашнє господарство  становив 60 009 доларів США (медіана — 54 167), а середній дохід на одну сім'ю — 66 811 долар (медіана — 59 583). За межею бідності перебувало 5,4 % осіб, у тому числі 4,5 % дітей у віці до 18 років та 13,0 % осіб у віці 65 років та старших.
Цивільне працевлаштоване населення становило 285 осіб. Основні галузі зайнятості: виробництво — 25,3 %, освіта, охорона здоров'я та соціальна допомога — 19,6 %, оптова торгівля — 9,8 %, роздрібна торгівля — 9,8 %.